# Кинцуги
Кинцуги (金継ぎ, "спајање златом"), такође познат и као кинцукурои (金繕い, "поправљање златом"), је део Јапанске уметности поправљања разбијене грнчарије попуњавањем и спајањем пукотина лаком који се меша са честицама злата, сребра или платине, који је веома сличан методи маки-е. Овакав начин поправљања демонстрира да је предмет ломљен током његове историје, док се на самој естетици не придаје на значају.

## Порекло
Лакирање је дуговечна традиција у Јапану и у једном тренутку Кинцуги у комбинацији са маки-е методом је постао замена за све технике поправљања керамике. Процес који се јавља код Јапанских занатлија се такође појављује и код занатлија из Кине, Вијетнама и Кореје. Кинцуги је постао уско повезан са керамичким посудама које се користе за чаноју (Јапанска чајанка). Једна од теорија о настаку кинцугија потиче од Јапанског шогуна Ашикага Јошимаса који је крајем 15. века послао поломљену Кинеску чајанку назад у Кину на поправку. Када је чајанка пристигла из Кине након поправке, могло се видети да је попраљена хефтањем, на око веома ружан начин, па су Јапанске занатлије започеле да траже начин да грнчарију поправе тако да естетски изгледа лепо. Након тога је примећено да су колекционари намерно разбијали драгоцену грнчарију да би се након тога поправила кинцуги методом. Са друге стране, према Бакохан Саоки (документ о чајанци која је поправљена хефтањем), таква "ружноћа" је претстављала инспирацију и Зен у смислу да истиче лепоту у поломљеним стварима. Та чајанка тада постаје још популарнија због начина поправке хефтањем, јер је личила на скакавца, и тада је добила име Бакохан (велики скакавац).

## Филозофија
Као филозофију и принцип, кинцуги је сличан Јапанској филозофији, прихватањем мана и несавршености. Јапанска естетика цени хабање и трагове коришћења неког предмета. То се може тумачити као чување неког предмета иако је поломљен. Попуњавањем пукотина и поправљањем истог се истиче као део живота тог предмета допуштајући да се такав предмет настави са коришћењем и не одбаци у случају лома, што се може протумачити као варијација изреке "Не бацај, не треба ти ново". Кинцуги се може повезати са Јапанском филозофијом о "безумном" (無心, мушин), што отелотворује концепте о не везивању и прихватањем промена и судбине као део људског живота. 

## Типови спајања
Постоји неколико типова и технике спајања кинцугујем:
- Пукотина (ひび), коришћењем златне прашине и смоле или лака при спајању поломљених делова са минималним преклапањем или попуњавањем делова који недостају;
- Метод "део"  (欠けの金継ぎ例), где недостаје цео део па се у том случају целина попуни мешавином златне прашине и смоле или лака;
- Зглоб (呼び継ぎ), где се недостајући део попуњава са другим делом који је сличног облика али не потиче од исте грнчарије, где се добија ефекат "крпљења".

## Сличне технике
Хефтање је техника којом се буше мале рупе око пукотина на грнчарији и спајају металном жицом која се након тога криви, тако да споји све делове заједно. Овакав начин поправке се користио у Европи (древна Грчка, Енглеска и Русија као и друге земље) и Кини као техника поправке драгоцених дела.

## Утицај на модерну уметност
Иако су првобитно игнорисани као одвојен део уметности, кинцуги и сличне техније поправљања су биле изложене на егзибицијама у "Фрир Галерији" у Смитсониану, Метрополитан Музеју Уметности и Херберт Ф. Џонсон Музеју Уметности.